# Sergi Maestre
Sergio Maestre García (Barcelona, 18 de noviembre de 1990), conocido deportivamente como Sergi Maestre, es un futbolista español que juega como centrocampista en la Cultural y Deportiva Leonesa de la Segunda División de España.

## Trayectoria
Sergi Maestre se formó en la cantera del Fútbol Club Barcelona, donde completó su etapa juvenil al término de la temporada 2008-09.
En la temporada 2009-10 firmó su primer contrato profesional con el Club Deportivo Lugo, en el Grupo I de la Segunda División B de España, donde disputó 24 partidos, mostrando su habilidad en el centro del campo. En la temporada siguiente se incorporó al filial del Real Zaragoza, logrando el ascenso a Segunda División B y disputando 29 partidos en la temporada 2011-12, consolidándose como uno de los jugadores clave del equipo.
En la temporada 2013-14 regresó a su ciudad natal para jugar en el Club de Fútbol Badalona, donde participó en 28 partidos y anotó dos goles. Su rendimiento le permitió fichar en 2014 por la Unió Esportiva Olot, con la que disputó 16 partidos en la primera vuelta. En enero de 2015 se unió a la Unió Esportiva Cornellà, donde completó la temporada jugando 18 partidos en Segunda División B.
En 2015 volvió al Club de Fútbol Badalona, permaneciendo tres temporadas con el equipo y consolidando su experiencia en la categoría. En 2018 se unió al Real Murcia Club de Fútbol, con el que disputó 35 partidos de liga y un encuentro de Copa del Rey.
El 26 de junio de 2019 firmó un contrato de dos años con el Club Deportivo Badajoz, equipo con el que alcanzó los playoffs de ascenso en la Segunda División B de España. Durante su tiempo en Badajoz se consolidó como un mediocampista de referencia en la categoría.
El 15 de junio de 2021 firmó por el Albacete Balompié en la recién creada Primera División RFEF, con un contrato de dos temporadas. El 12 de diciembre de 2021 sufrió una grave lesión en un partido contra el UCAM Murcia Club de Fútbol que le alejó de los terrenos de juego durante ocho meses debido a una rotura de ligamento.
A pesar de su ausencia, el Albacete Balompié consiguió el ascenso a la Segunda División de España el 11 de junio de 2022, tras vencer al Real Club Deportivo de La Coruña en la final de la eliminatoria de ascenso. Maestre regresó a la competición en la temporada 2022-23, tras más de ocho meses de recuperación.
El 1 de febrero de 2024 firmó con el Centre d'Esports Sabadell Futbol Club en la Primera Federación, buscando minutos y estabilidad tras su regreso de la lesión. A mediados de 2024 se unió a la Cultural y Deportiva Leonesa, donde actualmente juega, consolidándose como un jugador clave en la medular del equipo leonés.

## Clubes
| Club                                  | País   | Año           |
| ------------------------------------- | ------ | ------------- |
| Club Deportivo Lugo                   | España | 2009-2010     |
| Real Zaragoza Deportivo Aragón        | España | 2010-2012     |
| Real Club Celta de Vigo "B"           | España | 2012-2013     |
| Club de Fútbol Badalona               | España | 2013-2014     |
| Unió Esportiva Olot                   | España | 2014          |
| Unió Esportiva Cornellà               | España | 2015          |
| Club de Fútbol Badalona               | España | 2015-2018     |
| Real Murcia Club de Fútbol            | España | 2018-2019     |
| Club Deportivo Badajoz                | España | 2019-2021     |
| Albacete Balompié                     | España | 2021-2024     |
| Centre d'Esports Sabadell Futbol Club | España | 2024          |
| Cultural y Deportiva Leonesa          | España | 2024-presente |